# Liste des chapitres de Rave
Pour un article plus général, voir Rave (manga).
Cet article est un complément de l’article sur le manga Rave.
Les chapitres sont numérotés simplement sous la forme Chapitre X où X est le numéro du dit chapitre, les titres des chapitres sont les traductions françaises utilisé par la maison d’édition Glénat.
Comme beaucoup de publication de la maison d’édition Kōdansha, les tomes ne portent pas de titres indépendants et sont simplement nommés par leurs numéros. Le logo Rave se situe en haut de la première de couverture. L’illustration présente au moins un des principaux accompagné parfois d’alliés ou d’adversaires. À l'exception  des tomes 16, 19, 22 et 30, Haru est présent sur toutes les couvertures.

## Volumes reliés

### Tomes 1 à 10
| no | Japonais          | Japonais          | Français          | Français          |
| no | Date de sortie    | ISBN              | Date de sortie    | ISBN              |
| --- | ----------------- | ----------------- | ----------------- | ----------------- |
| 1 | 17 novembre 1999  | 978-4-06-312779-9 | 28 août 2002      | 978-2-7234-4024-0 |
| Couverture : Haru, Plue, Shiba, Cattleya, Gemma, Nakajima.Liste des chapitres : - Rave : 1 La carte dépliée (ひらかれた地図, Hiraka re ta Chizu) - Rave : 2 La cloche nous montre le chemin (導きの鐘, Michibiki no Kane) - Rave : 3 Red Signal - Rave : 4 Escaliers vers l'inconnu (未知への階段, Michi he no Kaidan) - Manga Bonus : Rave 0077 |                   |                   |                   |                   |
| 2 | 15 décembre 1999  | 978-4-06-312788-1 | 16 octobre 2002   | 978-2-7234-4040-0 |
| Couverture : Haru, Elie, Plue.Liste des chapitres : - Rave : 5 Travel - Trouble ?! (トラベル·トラブル！？, Toraberu Toraburu!?) - Rave : 6 Dead or Alive - Rave : 7 Vengeance en trio ! (トリオでREVENGE！, Torio de Ribenji!) - Rave : 8 La magie d'un sourire (笑顔の魔法, Egao no Mahō) - Rave : 9 Le forgeron légendaire (伝説の鍛冶屋, Densetsu no Kajiya) - Rave : 10 L'ange déchu errant (彷徨の堕天使, Hōkō no Ochiru Tenshi) - Rave : 11 Derrière la porte cassée (壊れた扉から, Koware ta Tobira Kara) - Rave : 12 L'héritage (受け継がれるもの, Uketsuga Reru Mono) - Rave : 13 Le pont de la promesse (約束の橋, Yakusoku no Hashi) - Manga Bonus : Rave 0077 |                   |                   |                   |                   |
| 3 | 17 février 2000   | 978-4-06-312806-2 | 5 février 2003    | 978-2-7234-4154-4 |
| Couverture : Haru, Plue, Elie, Galein Musica, Hamelio Musica, Griffon Kato, Tantimo.Liste des chapitres : - Rave : 14 Les ténèbres s'élèvent (そびえ立つ闇, Sobietatsu Yami) - Rave : 15 L'instant crucial (魂がきざむ刻, Tamashii ga Kizamu Koku) - Rave : 16 Des traces de chaleur (放熱の行方, Hōnetsu no Yukue) - Rave : 17 Le havre de paix (憩いの影に, Ikoi no Kage ni) - Rave : 18 Les lendemains de chacun (それぞれの明日, Sorezore no Ashita) - Rave : 19 Hysteric Plue (ヒステリック • プルー！？, Hisuterikku Purū!?) - Rave : 20 La pluie la plus froide de la Terre (世界で一番冷たい雨, Sekai de Ichiban Tsumetai Ame) - Rave : 21 Les cœurs que l'on ne peut apaiser (晴れない心たち, Hare nai Kokoro Tachi) - Manga Bonus : Rave 0077                              |                   |                   |                   |                   |
| 4 | 17 mai 2000       | 978-4-06-312841-3 | 2 avril 2003      | 978-2-7234-4235-0 |
| Couverture : Haru, Elie, Plue, Musica.Liste des chapitres : - Rave : 22 Dancing Hero ?! (ダンシング • ヒーロ！？, Danshingu Hīro!?) - Rave : 23 La rumba d'Elie! (エリー de ルンバ！, Erī de Runba!) - Rave : 24 Last Scene (ラストシーン, Rasutoshīn) - Rave : 25 Un doux rayon de soleil (優しい陽射し, Yasashī Hizashi) - Rave : 26 Viva Labyrinth ! (ビバ • ラビリンス！, Biba Rabirinsu!) - Rave : 27 Un piège furtif (しのびよる落とし穴, Shinobiyoru Otoshiana) - Rave : 28 Cameleon Panic ?! (カメレオン • パニック！？, Kamereon Panikku!?) - Rave : 29 Sésame ouvre-toi ?! (ひらけGOMΑ！？, Hirake Goma!?) - Rave : 30 La vérité de Rave (レイヴの真実, Reivu no Shinjitsu)                                                                                                |                   |                   |                   |                   |
| 5 | 17 juillet 2000   | 978-4-06-312860-4 | 2 juillet 2003    | 978-2-7234-4241-1 |
| Couverture : Haru, Elie, Plue, Musica, Griffon Kato.Liste des chapitres : - Rave : 31 La promesse faite aux âmes (魂の誓い, Damashī no Chikai) - Rave : 32 Des liens souillés (汚れた絆, Yogore ta Kizuna) - Rave : 33 Un serment lointain (遠い約束, Tōi Yakusoku) - Rave : 34 Une fierté féroce (猛き誇り, Mō ki Hokori) - Rave : 35 La tristesse du ciel (哀しい空, Kanashī Sora) - Rave : 36 Un cœur ne peut être froissé (折れない心, Ore nai Kokoro) - Rave : 37 Aller contre son avenir (さかまく未来, Sakamaku Mirai) - Rave : 38 Les rides du destin (運命のさざなみ, Unmei no sa Zanami) - Rave : 39 Elie et Resha (エリーとリーシャ, Erī to Rīsha) - Manga Bonus : Rave 0077                                                                                              |                   |                   |                   |                   |
| 6 | 14 septembre 2000 | 978-4-06-312884-0 | 17 septembre 2003 | 978-2-7234-4333-3 |
| Couverture : Plue, Haru, Griffon Kato, Mikan, Risa, Teppei, un membre du clan crème caramel.Liste des chapitres : - Rave : 40 Catastrophe ?! (悲劇の結末！？, Higeki no Ketsumatsu!?) - Rave : 41 Le soleil dans mon cœur (心の太陽, Shin no Taiyō) - Rave : 42 Une parole qui donne la vie (命のことば, Inochi no Kotoba) - Rave : 43 Le bruit de pas du désespoir ?! (絶望の足音！？, Zetsubō no Ashioto!?) - Rave : 44 Pour Elie (エリーのために, Erī no Tame ni) - Rave : 45 L'amorce de la destruction (破滅への引鉄, Hametsu he no Hikigane) - Rave : 46 Le tout dernier pari (最後の賭け, Saigo no Kake) - Rave : 47 Profite du Moment (今日を抱きしめて, Kyō o Dakishime te) - Histoire inédite : Rave 0065 Le journal du front de Plue (?) - Manga Bonus : Rave 0077        |                   |                   |                   |                   |
| 7 | 16 novembre 2000  | 978-4-06-312904-5 | 17 novembre 2003  | 978-2-7234-4388-3 |
| Couverture : Solasido, Haru, Plue, Musica.Liste des chapitres : - Rave : 48 Le jour de le plus long de Musica (ムジカの一番長い日, Mujika no Ichiban Nagai hi) - Rave : 49 En avant ! Le gang Grossfess !! (それゆけ！ケツプリ団！！, Sore Yuke! Ketsupuri dan!!) - Rave : 50 La capitale de la terre sacrée (結界の都, Kekkai no To) - Rave : 51 Une décision inébranlable (鋼の決意, Kō no Ketsui) - Rave : 52 Moi, mon "papa"... (“父ちゃん”なんて, 'Tōchan' Nante) - Rave : 53 Des liens vagabonds (さまよう絆, Samayō Kizuna) - Rave : 54 Gale et Gale (ゲイルとゲイル, Geiru to Geiru) - Rave : 55 Le jour où les temps s'entrecroisent (時の交わる日, Ji no Majiwaru hi) - Rave : 56 Le signal d'un combat sanglant (血戦の狼煙, Kessen no Noroshi) - Manga Bonus : Rave 0077 |                   |                   |                   |                   |
| 8 | 17 janvier 2001   | 978-4-06-312925-0 | 7 janvier 2004    | 978-2-7234-4405-7 |
| Couverture : Haru, Musica, Plue, Elie, les cinq dieux protecteurs du palais royal.Liste des chapitres : - Rave : 57 Les deux "King" (ふたりの“KING”, Futari no 'Kingu') - Rave : 58 Final Countdown ?! (ファイナル • カウントダウン！？, Fainaru Kauntodaun!?) - Rave : 59 Une détermination infinie (無限の覚悟, Mugen no Kakugo) - Rave : 60 Des sentiments tournés vers le lendemain (明日に架ける想い, Ashita ni Kakeru Omoi) - Rave : 61 Des convictions inflexibles (不屈の信念, Fukutsu no Shinnen) - Rave : 62 À la recherche de la lumière (光を求めて, Kō o Motome te) - Rave : 63 L'avenir est entre ses mains (たくされた未来, Takusa re ta Mirai) - Rave : 64 Le but ultime de King ! (キングの最終目的！, Kingu no Saishū Mokuteki!) - Manga Bonus : Rave 0077         |                   |                   |                   |                   |
| 9 | 16 mars 2001      | 978-4-06-312950-2 | 3 mars 2004       | 978-2-7234-4506-1 |
| Couverture : Haru, Gale, Elie, Musica, Plue, Griffon Kato, Tantimo.Liste des chapitres : - Rave : 65 Opinions divergentes (かけちがえたボタン, Ka Kechigae ta Botan) - Rave : 66 Jusqu'au bout de la haine (憎しみの果てに, Nikushimi no Hate ni) - Rave : 67 Les raisons de se battre (戦う理由, Tatakau Riyū) - Rave : 68 Le Rave du Combat (闘争のレイヴ, Tōsō no Reivu) - Rave : 69 L'Avènement du Mal (邪の暴走, Yokoshima no Bōsō) - Rave : 70 Le Juge du Temps (“時”の審判, 'Ji' no Shinpan) - Rave : 71 Le Déclin d'un Homme (こぼれおちるもの, Koboreochiru Mono) - Rave : 72 En tant que Père (父として, Chichi Toshite) - Rave : 73 Des liens éternels (永遠の絆, Eien no Kizuna) - Manga Bonus : Rave 0077                                                               |                   |                   |                   |                   |
| 10 | 17 mai 2001       | 978-4-06-312969-4 | 12 mai 2004       | 978-2-7234-4507-8 |
| Couverture : Haru, Musica, Elie, Plue, Griffon Kato, Ruby, Let.Liste des chapitres : - Rave : 0015 Knights of Kingdom 1re partie - Rave : 0015 Knignts of Kingdom 2e partie - Rave : 74 Un nouveau départ ! (新しいスタート！, Atarashī Sutāto!) - Rave : 75 Un chemin semé de dangers ?! (寄り道はキケンがいっぱい！？, Yorimichi ha Kiken ga Ippai!?) - Rave : 76 La suprématie des ténèbres (闇の覇道, Yami no Hadō) - Rave : 77 Les méchants (悪い人たち, Warui Hito Tachi") - Rave : 78 Prélude à la "tempête" (“嵐”の幕開け, 'Arashi' no Makuake) - Rave : 79 On fonce droit devant !! (強行突破！！, Kyōkō Toppa!!) - Manga Bonus : Rave 0077 |                   |                   |                   |                   |

### Tomes 11 à 20
| no | Japonais          | Japonais          | Français          | Français          |
| no | Date de sortie    | ISBN              | Date de sortie    | ISBN              |
| --- | ----------------- | ----------------- | ----------------- | ----------------- |
| 11 | 10 août 2001      | 978-4-06-313008-9 | 15 juillet 2004   | 978-2-7234-4508-5 |
| Couverture : Haru, Elie, Plue.Liste des chapitres : - Rave : 80 La marche du Démon (“悪魔”の足音, 'Akuma' no Ashioto) - Rave : 81 La voix de Symphonia (シンフォニアの声, Shinfonia no Koe) - Rave : 82 Vers le tourbillon du chaos (混沌の渦へ, Konton no Uzu he) - Rave : 83 Rencontre prédestinée (めぐりあう“運命”, Meguriau 'Unmei') - Rave : 84 Car nous sommes amis (仲間だから, Nakama da Kara) - Rave : 85 La tragique race des Dragons (哀しき竜人, Kanashiki Ryū Jin) - Rave : 86 La vérité à propos de Julia (ジュリアの真実, Juria no Shinjitsu) - Rave : 87 Silver Ray (シルバーレイ, Shirubā Rei) - Rave : 88 La réminiscence du Silver Claimer (追憶の銀術師, Tsuioku no Gin Jutsu shi)                                                                             |                   |                   |                   |                   |
| 12 | 17 septembre 2001 | 978-4-06-313019-5 | 15 septembre 2004 | 978-2-7234-4509-2 |
| Couverture : Haru, Plue, Jegan, Julius, Reina, Bérial, Haja.Liste des chapitres : - Rave : 89 Exécution déclarée (死刑宣告, Shikei Senkoku) - Rave : 90 Sacrifice ou éveil ?! (犠牲、そして覚醒！？, Gisei, Soshite Kakusei!?) - Rave : 91 Aux limités du chaos (混沌の果てに, Konton no Hate ni) - Rave : 92 La clé du futur (未来への鍵, Mirai he no Kagi) - Rave : 93 L'ascension des Ténèbres (闇の継承, Yami no Keishō) - Rave : 94 La porte de la mémoire (記憶の扉, Kioku no Tobira) - Rave : 95 Le vœu du crépuscule (誓いの夕暮れ, Chikai no Yūgure) - Rave : 96 Recherche pour Alice ! (アリスを探せ！, Arisu o Sagase!) - Rave : 97 L'île Acapella : notre avenir révélé ?! (未来を照らすはアカペラ島！？, Mirai o Terasu ha Akapera Tō!?)                               |                   |                   |                   |                   |
| 13 | 16 novembre 2001  | 978-4-06-313042-3 | 3 novembre 2004   | 978-2-7234-4711-9 |
| Couverture : Haru, Célia, Plue.Liste des chapitres : - Rave : 98 Vers Southernberc ! (サザンベルクへ！, Sazanberuku he!) - Rave : 99 La renaissance des Ténèbres (闇の新生, Yami no Shinsei) - Rave : 100 Le temps de la synchronisation (シンクロする剣, Shinkuro Suru ken) - Rave : 101 Vers un futur interminable (終わりなき未来へ, Owari Naki Mirai he) - Rave : 102 Le ventre de la bête (うごめく野望, Ugomeku Yabō) - Rave : 103 La dernière danse des sirènes (妖精の舞う海, Yōsei no Mau Umi) - Rave : 104 1 gramme de la paix (1gの平和, 1g no Heiwa) - Rave : 105 La cruauté de l'Oni (鬼の非道, Oni no Hidō) |                   |                   |                   |                   |
| 14 | 17 janvier 2002   | 978-4-06-313065-2 | 2 février 2005    | 978-2-7234-4942-7 |
| Couverture : Haru, Elie, Let, Musica, Griffon Kato, Plue, Ruby.Liste des chapitres : - Rave : 106 L'infiltration de Syaoran ! (宵藍潜入！, Yoi Ai Sennyū!) - Rave : 107 Reste 4 membres (未来はグリフの手の中！？, Mirai ha Gurifu no Te no Chū!?) - Rave : 108 Le futur entre les mains de Griffon ?! (頼りなき疾走！？, Tayori naki Shissō!?) - Rave : 109 Personne ne mourra sur moi ! (誰も死ぬな！！！！, Dare mo Shinu na!!!!) - Rave : 110 Les deux Rois Démons (2人の魔王, Ni Nin no Maō) - Rave : 111 Le désespoir répété ?! (くり返す絶望！？, Kuri Kaesu Zetsubō!?) - Rave : 112 Le pouvoir de la tristesse (悲しい魔力, Kanashī Maryoku) - Rave : 113 Une décision épineuse (荊棘の選択, Keikyoku no Sentaku) - Rave : 114 L'ultime obscurité (悠久の闇, Yūkyū no Yami) |                   |                   |                   |                   |
| 15 | 15 mars 2002      | 978-4-06-313085-0 | 6 avril 2005      | 978-2-7234-4943-4 |
| Couverture : Haru, Plue, l'équipe Doryu GhostListe des chapitres : - Rave : 115 Le pouvoir de la Lumière et des Ténèbres (光と闇の属性, Kō to Yami no Zokusei) - Rave : 116 La vie secrète des loups (生の代償, Sei no Daishō) - Rave : 117 Parce que nous sommes une équipe (仲間だから, Nakama da Kara) - Rave : 118 C'est cruel, Poyo ! (ひどいポヨ！！, Hidoi Poyo!!) - Rave : 119 Une sirène amoureuse (恋する人魚, Koisuru Ningyo) - Rave : 120 Le chemin nocturne (“夜”の導き, Yoru' no Michibiki) - Rave : 121 L'obscurité s'accroit (螺旋の標, Rasen no Shirube) - Rave : 122 Notre espoir s'éteint (希望消失！？, Kibō Shōshitsu!?) - Manga Bonus : Rave, 0077 |                   |                   |                   |                   |
| 16 | 17 mai 2002       | 978-4-06-363106-7 | 1er mai 2005      | 978-2-7234-4944-1 |
| Couverture : Musica, Reina, Plue.Liste des chapitres : - Rave : 123 Les desseins de Doryu (闇の侵食, Yami no Shinshoku) - Rave : 124 Cruelle révélation (残酷なる変貌, Zankoku naru Henbō) - Rave : 125 Duel de Silver Claimer (2人の銀術師, Ni Nin no Gin Jutsu shi) - Rave : 126 Le retour du Silver Ray (シルバーレイ、再び！, Shirubā rei, Futatabi!) - Rave : 127 Les liens d'argent (紲の銀, Kizuna no Gin) - Rave : 128 Le cœur de Reina (レイナの心, Reina no Kokoro) - Rave : 129 Vies chevauchantes (命重ねて, Inochi Kasane te) |                   |                   |                   |                   |
| 17 | 17 juillet 2002   | 978-4-06-363122-7 | 1er août 2005     | 978-2-7234-4945-8 |
| Couverture : Let, Elie, Haru, Musica, Sieg, Plue.Liste des chapitres : - Rave : 130 Les liens de la "lumière" (“光”の絆, 'Kō' no Kizuna) - Rave : 131 La porte vers le cauchemar (悪夢の扉, Akumu no Tobira) - Rave : 132 La noirceur d'un cœur (黒い心, Kuroi Kokoro) - Rave : 133 Un rêve saccagé (ちぎれた夢, Chigire ta Yume) - Rave : 134 La résurrection de l'âme maléfique (蘇る魔の魂, Yomigaeru ma no Tamashii) - Rave : 135 L'atout "lumière" (“光”の切り札, 'Kō' no Kirifuda) - Rave : 136 Joignons nos esprits... (心繋いで・・・, Shin Tsunai de...) - Rave : 137 Croiyez en Rave (レイヴを信じて, Reivu o Shinji te) - Manga Bonus : Rave 0077 |                   |                   |                   |                   |
| 18 | 17 septembre 2002 | 978-4-06-363144-9 | 1er octobre 2005  | 978-2-7234-4946-5 |
| Couverture : Haru, Plue.Liste des chapitres : - Rave : 138 La force de vivre (生きる力, Ikiru Chikara) - Rave : 139 Un doux miracle (優しい奇蹟, Yasashī Kiseki) - Rave : 140 Le lendemain du sourire... (笑顔の明日へ, Egao no Ashita he) - Rave : 141 La volonté de Rave (レイヴの意志, Reivu no Ishi) - Rave : 142 Project D.R. (プロジェクトDR, Purojekuto Dī Ea) - Rave : 143 Une bande de simples d'esprit ?! (まぬけな人たち！？, Ma Nuke na Hito Tachi!?) - Rave : 144 Des Grossfess loin de chez eux (ケツプリ番外地, Ketsupuri Bangaichi) - Rave : 145 La mélodie de la terreur (戦慄のしらべ, Senritsu no Shirabe) - Rave : 146 La fatalité des hommes-dragons (宿命の竜人, Shukumei no Ryūjin)                                                                          |                   |                   |                   |                   |
| 19 | 15 novembre 2002  | 978-4-06-363165-4 | 26 décembre 2005  | 978-2-7234-5315-8 |
| Couverture : Let, un Homme-Dragon, Plue.Liste des chapitres : - Rave : 147 La résolution de Let (レットの執念, Retto no Shūnen) - Rave : 148 L'heure nommée (予言の刻, Yogen no Koku) - Rave : 149 Le dernier combat (最後の戦, Saigo no Sen) - Rave : 150 Cœur irremplaçable (かけがえなきもの, Kakegae Naki Mono) - Rave : 151 Un monde injuste (歪んだ世界, Igan da Sekai) - Rave : 152 Héros malchanceux (裸の英雄！？, Hadaka no Eiyū!?) - Rave : 153 Le poing de la justice (正義の拳, Seigi no Kobushi) - Rave : 154 Le chemin des flammes (炎の導き, En no Michibiki) - Rave : 155 Une question de fierté (誇りを賭けた戦い, Hokori o Kake ta Tatakai) |                   |                   |                   |                   |
| 20 | 17 février 2003   | 978-4-06-363201-9 | 23 février 2006   | 978-2-7234-5323-3 |
| Couverture : Haru, Plue, Lucia, Shuda,Liste des chapitres : - Rave : 156 Des flammes et de l'eau (炎と水と, En to Mizu to) - Rave : 157 Le pouvoir interdit (禁じられた力, Kinji Rare ta Chikara) - Rave : 158 Promesse de guerriers (戦士の約束, Senshi no Yakusoku) - Rave : 159 La clef du monde (世界の鍵, Sekai no Kagi) - Rave : 160 La voix des "vestiges étoilés" (“星跡”の声, 'Boshi Ato' no Koe) - Rave : 161 La vie de la planète (星の命, Boshi no Inochi) - Rave : 162 Haru vs Rushia (ハルvs.ルシア, Haru vs. Rushia) - Rave : 163 Une âme désespérée (決死の魂, Kesshi no Tamashii) - Rave : 164 L'épée maléfique s'emballe ?! (魔剣の暴走！？, Ma Ken no Bōsō!?) |                   |                   |                   |                   |

### Tomes 21 à 30
| no | Japonais         | Japonais          | Français          | Français          |
| no | Date de sortie   | ISBN              | Date de sortie    | ISBN              |
| --- | ---------------- | ----------------- | ----------------- | ----------------- |
| 21 | 17 avril 2003    | 978-4-06-363224-8 | 25 avril 2006     | 978-2-7234-5324-0 |
| Couverture : Haru, Elie, Plue, Griffon Kato, Ruby.Liste des chapitres : - Rave : 165 Prélude au massacre (殺戮の予感, Satsuriku no Yokan) - Rave : 166 Le démon guerrier (悪鬼羅刹, Akki Rasetsu) - Rave : 167 Le poing vengeur (本能の拳, Honnō no Kobushi) - Rave : 168 Un début sans fin ?! (終わりなき始まり！？, Owari Naki Hajimari!?) - Rave : 169 Une porte vers l'inconnu (未知なる扉, Michi Naru Tobira) - Rave : 170 La vérité sur l'Endless (エンドレスの真実, Endoresu no Shinjitsu) - Rave : 171 La traîtrise du "temps" (裏切りの“時”, Uragiri no 'Toki') - Rave : 172 Une vérité détournée (移ろう真実, Utsuro u Shinjitsu) - Rave : 173 Rébellion pour la justice (正義への反逆, Seigi he no Hangyaku) - Manga Bonus : Rave 0077 |                  |                   |                   |                   |
| 22 | 17 juin 2003     | 978-4-06-363249-1 | 6 juillet 2006    | 978-2-7234-5325-7 |
| Couverture : Sieg, Plue, Niebel, Hilde.Liste des chapitres : - Rave : 174 Un prémissement "infini" (“無限”の戦慄, 'Mugen' no Senritsu) - Rave : 175 Vers un nouveau "temps" (新たなる“時”へ, Arata Naru 'Toki' he) - Rave : 176 Surpasser "l'infini" (“無限”を超えて, Mugen' o Koe te) - Rave : 177 L'épilogue du "temps" (“時”の結末, 'Ji' no Ketsumatsu) - Rave : 178 Derrière son sourire... (笑顔の奥に・・・, Egao no Oku ni...) - Rave : 179 Le village où dansent les souvenirs ?! (思惑が踊る村！？, Omowaku ga Odoru Mura!?) - Rave : 180 Des Cœurs tremblants (揺れる心たち, Yureru Kokoro Tachi) - Rave : 181 Au matin du concours de danse (舞踊大会の朝, Buyō Taikai no Asa) - Rave : 182 Tous les candidats sont là ?! (役者はそれった！？, Yakusha ha Sore tta!?) - Manga Bonus : Rave 0077                                                        |                  |                   |                   |                   |
| 23 | 12 août 2003     | 978-4-06-363272-9 | 14 septembre 2006 | 978-2-7234-5326-4 |
| Couverture : Elie, Haru, Plue, Shuda, Let, Lazenby, Griffon Kato, Ruby.Liste des chapitres : - Rave : 183 Un pas en solitaire (孤独なステップ, Kodoku na Suteppu) - Rave : 184 Une danse miraculeuse (奇跡の舞, Kiseki no Mai) - Rave : 185 La résolution de Julius ?! (ユルウスの決断！？, Yurūsu no Ketsudan!?) - Rave : 186 La graine du mal (悪意の種, Akui no Tane) - Rave : 187 L'âme de Ribeyla (リベイラの魂, Ribeira no Tamashii) - Rave : 188 L'ambition de Branch (ブランチの野望, Buranchi no Yabō) - Rave : 189 L'antichambre de l'enfer ?! (地獄の入り口！？, Jigoku no Irikuchi!?) - Rave : 190 Vis l'instant présent (今を生きて, Ima o Iki te) - Rave : 191 Une colère invincible (無敵の怒り, Muteki no Ikari) - Manga Bonus : Rave 0077 |                  |                   |                   |                   |
| 24 | 17 octobre 2003  | 978-4-06-363297-2 | 1er novembre 2006 | 978-2-7234-5327-1 |
| Couverture : Haru, Plue, Nagisa, Yuma, Let, Julia.Liste des chapitres : - Rave : 192 Sous un ciel étoilé (見上げた夜空に, Miage ta Yozora ni) - Rave : 193 La vigueur fleurit dans la plaine (野に咲く心意気, No ni Saku Kokoroiki) - Rave : 194 La demeure des guerriers de la liberté (自由戦士の家, Jiyū Senshi no Ie) - Rave : 195 La coalition des Blue Guardians (BG包囲網, Bī Ji Hōi Mō) - Rave : 196 Bataille près du portail (門の攻防, Mon no Kōbō) - Rave : 197 Le réveiller pour avoir une chance de gagner (“目覚めた”勝機！？, 'Mezame ta' Shōki!?) - Rave : 198 L'ardeur d'une femme (女の気合！, Onna no Kiai!) - Rave : 199 Le secret du repaire ?! (アジトの秘密！？, Ajito no Himitsu!?) - Rave : 200 Magical Elie (マジカル • エリー, Majikaru Erī) - Manga Bonus : Rave 0077                                                                 |                  |                   |                   |                   |
| 25 | 17 décembre 2003 | 978-4-06-363318-4 | 7 février 2007    | 978-2-7234-5797-2 |
| Couverture : Elie, Haru, Plue, Belnika.Liste des chapitres : - Rave : 201 En tant qu'être humain (人として, Jin toshite) - Rave : 202 La fugue du "spectre" (“杖”の遁走曲, 'Tsue' no Tonsō Kyoku) - Rave : 203 Une explosion démoniaque (悪魔の爆音, Akuma no Bakuon) - Rave : 204 Futur errant (徨う未来, Hōkō u Mirai) - Rave : 205 Le triangle des destinées ? (運命のトライアングル！？, Unmei no Toraianguru!?) - Rave : 206 Albatros, la forteresse volante (超要塞アルバトロス, Chō Yōsai Arubatorosu) - Rave : 207 Irruption dans la citadelle ennemie ! (突入！悪意の牙城！！, Totsunyū! Akui no Gajō!!) - Rave : 208 Le ciel du labyrinthe (迷宮の空, Meikyū no Sora) - Rave : 209 Des souvenirs troublés... (戸惑う記憶..., Tomadō Kioku...) - Manga Bonus : Rave 0077                                                                                 |                  |                   |                   |                   |
| 26 | 17 février 2004  | 978-4-06-363336-8 | 28 mars 2007      | 978-2-7234-5830-6 |
| Couverture : Haru, Plue, Hardner.Liste des chapitres : - Rave : 210 Le plan d'Hardner ?! (ハードナーの目論見！？, Hāādonāā no Mokuromi!?) - Rave : 211 Un autre monde (もう一つの世界, Mō Hitotsu no Sekai) - Rave : 212 Les larmes de Belnika (ベルニカの涙, Berunika no Namida) - Rave : 213 La gâchette du démon (悪鬼の銃爪, Akki no jū Tsume) - Rave : 214 La fourche du futur (未来の分岐点, Mirai no Bunki ten) - Rave : 215 La justice rattrapée (追いついた正義, Oitsui ta Masayoshi) - Rave : 216 Le prix à payer pour un blasphème (冒涜の代償, Bōtoku no Daishō) - Rave : 217 Renaissance d'une "ambition" ! (“野望”再生！, 'Yabō' Saisei!) |                  |                   |                   |                   |
| 27 | 16 avril 2004    | 978-4-06-363358-0 | 20 juin 2007      | 978-2-7234-5801-6 |
| Couverture : Let, Musica, Haru, Elie, Shuda, Plue, Lazenby, Ruby, Evermary, Julia.Liste des chapitres : - Rave : 218 Vers un monde sans lendemain (未来なき世界へ, Mirai Naki Sekai he) - Rave : 219 Des liens comme bouclier (絆の盾, Kizuna no Tate) - Rave : 220 Plus on y croit... (信じた分だけ, Shinji ta Bun Dake) - Rave : 221 Nés dans ce monde... (このセカイに生まれて・・・, Kono Sekai ni Umare te...) - Rave : 222 Une âme bafouée (届かぬ魂, Todoka nu Tamashii) - Rave : 223 Efforts désespérés (死力, Shiryoku) - Rave : 224 Dépasser ses limites (限界の先へ, Genkai no Saki he) - Rave : 225 L'épée de l'espoir (希望の剣, Kibō no Ken) - Rave : 226 Le démon descendu aux enfers (魔界に降りた悪魔, Makai ni Ori ta Akuma) |                  |                   |                   |                   |
| 28 | 17 juillet 2004  | 978-4-06-363387-0 | 8 août 2007       | 978-2-7234-5817-7 |
| Couverture : Musica, Elie, Haru, Belnika, Let, Julia, Plue, Griffon Kato, RubyListe des chapitres : - Rave : 227 La fin s'accélère (加速する終末, Kasoku Suru Shūmatsu) - Rave : 228 L'heure de la contre-attaque (逆襲の瞬間, Gyakushū no Shunkan) - Rave : 229 Toutes ces volontés accumulées (つみ重ねてきた意志が今, Tsumi Kasane te ki ta Ishi ga kon) - Rave : 230 Les larmes du cœur (心の雫, Shin no Shizuku) - Rave : 231 Les ténèbres évoluent (進化する闇, Shinka Suru Yami) - Rave : 232 Le chant de la vie (生命の歌声, Seimei no Utagoe) - Rave : 233 Pendant ces longs jours de combat... (戦う日々の中で・・・, Tatakau Hibi no Naka de...) - Rave : 234 Le dernier Rave (最後のレイヴ, Saigo no Reivu) - Rave : 235 À la croisée des chemins !! La décision d'Haru !! (岐路！ハルの決断！！, Kiro! Haru no Ketsudan!!) - Manga Bonus : Rave 0077 |                  |                   |                   |                   |
| 29 | 17 août 2004     | 978-4-06-363412-9 | 31 octobre 2007   | 978-2-7234-5822-1 |
| Couverture : Haru, Shiba, Plue, Griffon Kato.Liste des chapitres : - Rave : 236 Une voix dans le dédale (迷宮の声, Meikyū no Koe) - Rave : 237 En tant que second Rave Master (二代目レイヴ使いとして, Nidaime Reivu Dukai Toshite) - Rave : 238 Le retour de l'épée sacrée (蘇る聖剣, Yomigaeru Kiyoshi Ken) - Rave : 239 L'énigme de l'épée (剣の問い, Ken no Toi) - Rave : 240 Le poids de l'épée (剣の重み, Ken no Omomi) - Rave : 241 Pour quelqu'un (誰がために, Dare ga Tame ni) - Rave : 242 Dans les bras de Resha... (リーシャの中で・・・, Rīsha no Naka de...) - Rave : 243 Le tombeau de l'épée sacrée (剣聖のバトン, Ken Hijiri no Baton) - Rave : 244 La naissance de notre "monde" (この“世界”の始まり, Kono 'Sekai' no Hajimari) |                  |                   |                   |                   |
| 30 | 15 octobre 2004  | 978-4-06-363435-8 | 4 janvier 2008    | 978-2-7234-5841-2 |
| Couverture : Elie, Plue, Griffon Kato, deux chiens.Liste des chapitres : - Rave : 245 La vraie forme des Dark Bring (ダークブリングの正体, Dāku Buringu no Shōtai) - Rave : 246 Celui qui me soutient (支えてくれるもの, Sasae te Kureru Mono) - Rave : 247 À Symphonia, de nouveau... (シンフォニア、再び・・・, Shinfonia, Futatabi...) - Rave : 248 La terre de la promesse... (約束の地で・・・, Yakusoku no Chi de...) - Rave : 249 La porte vers la vérité Elie ?! (真実への扉！？, Shinjitsu he no Tobira!?) - Rave : 250 La fêlure du "temps" (“時”の亀裂, 'Ji' no Kiretsu) - Rave : 251 Symphonia 0015 (シンフォニア0015, Shinfonia 0015) - Rave : 252 Un monde qui change peu à peu (変わりゆく世界, Kawari Yuku Sekai) - Rave : 253 La course vers le futur (未来への疾走, Mirai he no Shissō) - Manga Bonus : Rave 0077                               |                  |                   |                   |                   |

### Tomes 31 à 35
| no | Japonais          | Japonais          | Français        | Français          |
| no | Date de sortie    | ISBN              | Date de sortie  | ISBN              |
| --- | ----------------- | ----------------- | --------------- | ----------------- |
| 31 | 17 janvier 2005   | 978-4-06-363471-6 | 9 avril 2008    | 978-2-7234-6336-2 |
| Couverture : Elie, Haru, Plue, Resha, Sieg.Liste des chapitres : - Rave : 254 Rendez-moi Resha ! (リーシャを返せ！, Rīsha o Kaese!) - Rave : 255 Le "temps" au bord du précipice (崖っ縁の“時”, Gakeppuchi no 'Toki') - Rave : 256 La pire des vérités ?! (最悪の真実！？, Saiaku no Shinjitsu!?) - Rave : 257 9 septembre, le début de la pluie (9月9日、はじまりの雨, 9 Tsuki 9 Nichi, Hajimari no Ame) - Rave : 258 Une Vie Qui Traverse Le Temps (時を超えた命, Ji o Koe ta Inochi) - Rave : 259 Le gardien suspend le temps (時を架けた番人, Ji o Kake ta Bannin) - Rave : 260 Une promesse éternel (永遠の誓い, Eien no Chikai) - Rave : 261 À la suite de Sieg... (ジークを刻んで・・・, Jīku o Kizan de...) - Rave : 262 L'amorce de la destruction ?! (破滅への引鉄！？, Hametsu he no Hikigane!?) - Manga Bonus : Rave 0077 |                   |                   |                 |                   |
| 32 | 17 mars 2005      | 978-4-06-363496-9 | 12 juin 2008    | 978-2-7234-6382-9 |
| Couverture : Haru, Plue, Musica.Liste des chapitres : - Rave : 263 L'union des "forces" (一つになる“チカラ”, Hitotsu ni Naru 'Chikara') - Rave : 264 La promesse de l'âme (魂の誓い, Damashī no Chikai) - Rave : 265 Le banquet du démon (悪魔の饗宴, Akuma no Kyōen) - Rave : 266 Le Silver Claimer mis à l'épreuve (試練の銀術師, Shiren no Gin Jutsu shi) - Rave : 267 Ce qui me manque... (足りないもの・・・, Tari Nai Mono...) - Rave : 268 Une larme de vie pour la 10e épée ! (第10の聖剣、命の雫！, Dai 10 no Kiyoshi ken, Inochi no Shizuku!) - Rave : 269 Le lien le plus fort (最強の絆, Saikyō no Kizuna) - Rave : 270 La dernière lumière (最後の光, Saigo no Hikari) - Rave : 271 Deux cœurs innocents ♥ (すれ違う純情, Surechigau Junjō) - Manga Bonus : Rave 0077                                                    |                   |                   |                 |                   |
| 33 | 17 mai 2005       | 978-4-06-363523-2 | 20 août 2008    | 978-2-7234-6483-3 |
| Couverture : Haru, Plue, Lucia, Wuda, Uta, Asila, Jiro.Liste des chapitres : - Rave : 272 Levant l'encre vers l'avenir (未来への船出, Mirai he no Funade) - Rave : 273 Début du combat !!! (開戦！！！, Kaisen!!!) - Rave : 274 Aujourd'hui encore !! (今日の為に！！, Kyō no Tame ni!!) - Rave : 275 La dernière porte (終末の扉, Shūmatsu no Tobira) - Rave : 276 Une vie pour bouclier (命の盾, Inochi no Tate) - Rave : 277 Pour nous lier à l'avenir... (未来を繋ぐ為に・・・, Mirai o Tsunagu Tame ni...) - Rave : 278 Surpasser le "désespoir" (“絶望”を超えて, 'Zetsubō' o Koe te) - Rave : 279 Le prix de l'espoir (希望の代償, Kibō no Daishō) - Rave : 280 Le rugissement de la vie (命の咆哮, Inochi no Hōkō) - Manga Bonus : Rave 0077                                                                                   |                   |                   |                 |                   |
| 34 | 15 juillet 2005   | 978-4-06-363549-2 | 22 octobre 2008 | 978-2-7234-6484-0 |
| Couverture : Haru, Elie, Plue.Liste des chapitres : - Rave : 281 Celui qui surpassa l'éternel... (永遠をこえるモノ, Eien o Koeru Mono) - Rave : 282 Je ne laisserai mourir personne ! (誰も死なせない！, Dare mo Shina se Nai!) - Rave : 283 L'assaut du monde entier ! (世界の一撃！, Sekai no Ichigeki!) - Rave : 284 L'approche de la destruction (滅亡の足音, Metsubō no Ashioto) - Rave : 285 De l'autre côté de la promesse (約束の向こう側へ, Yakusoku no Mukō Gawa he) - Rave : 286 Le fait de vivre... (生きてこそ・・・, Iki te Koso...) - Rave : 287 Elie m'attend ! (エリーが待ってる！, Hontō no Kazoku) - Rave : 288 La volonté de la mère (母なる意志, Haha Naru Ishi) - Rave : 289 Ce n'est pas terminé (まだ終わらせない！, Mada Owara se Nai!) - Manga Bonus : Rave 0077                                            |                   |                   |                 |                   |
| 35 | 16 septembre 2005 | 978-4-06-363569-0 | 3 décembre 2008 | 978-2-7234-6485-7 |
| Couverture : Haru, Elie, Musica, Belnika, Julia, Let, Plue, Ruby, Griffon Kato.Liste des chapitres : - Rave : 290 La puissance de l'être humain (人間の力, Ningen no chikara) - Rave : 291 Le sanctuaire des étoiles (星の聖地, Boshi no Seichi) - Rave : 292 Un monde dans l'erreur !? (間違った世界！？, Machigatta Sekai!?) - Rave : 293 La dernière étincelle (最後の一閃, Saigo no Issen) - Rave : 294 Un choix décisif pour l'avenir (未来への決断, Mirai he no Ketsudan) - Rave : 295 Leur réponse à tous les deux (ふたりの答え, Futari no Kotae) - Dernier chapitre : Un voyage sans fin (終わらない旅, Owara Nai Tabi) |                   |                   |                 |                   |

#### Kôdansha BOOKS
1. 1 2  Tome 1
2. 1 2  Tome 2
3. 1 2  Tome 3
4. 1 2  Tome 4
5. 1 2  Tome 5
6. 1 2  Tome 6
7. 1 2  Tome 7
8. 1 2  Tome 8
9. 1 2  Tome 9
10. 1 2  Tome 10
11. 1 2  Tome 11
12. 1 2  Tome 12
13. 1 2  Tome 13
14. 1 2  Tome 14
15. 1 2  Tome 15
16. 1 2  Tome 16
17. 1 2  Tome 17
18. 1 2  Tome 18
19. 1 2  Tome 19
20. 1 2  Tome 20
21. 1 2  Tome 21
22. 1 2  Tome 22
23. 1 2  Tome 23
24. 1 2  Tome 24
25. 1 2  Tome 25
26. 1 2  Tome 26
27. 1 2  Tome 27
28. 1 2  Tome 28
29. 1 2  Tome 29
30. 1 2  Tome 30
31. 1 2  Tome 31
32. 1 2  Tome 32
33. 1 2  Tome 33
34. 1 2  Tome 34
35. 1 2  Tome 35

#### Glénat Manga
1. 1 2  Tome 1
2. 1 2  Tome 2
3. 1 2  Tome 3
4. 1 2  Tome 4
5. 1 2  Tome 5
6. 1 2  Tome 6
7. 1 2  Tome 7
8. 1 2  Tome 8
9. 1 2  Tome 9
10. 1 2  Tome 10
11. 1 2  Tome 11
12. 1 2  Tome 12
13. 1 2  Tome 13
14. 1 2  Tome 14
15. 1 2  Tome 15
16. 1 2  Tome 16
17. 1 2  Tome 17
18. 1 2  Tome 18
19. 1 2  Tome 19
20. 1 2  Tome 20
21. 1 2  Tome 21
22. 1 2  Tome 22
23. 1 2  Tome 23
24. 1 2  Tome 24
25. 1 2  Tome 25
26. 1 2  Tome 26
27. 1 2  Tome 27
28. 1 2  Tome 28
29. 1 2  Tome 29
30. 1 2  Tome 30
31. 1 2  Tome 31
32. 1 2  Tome 32
33. 1 2  Tome 33
34. 1 2  Tome 34
35. 1 2  Tome 35